# (90732) Opdebeeck
(90732) Opdebeeck est un astéroïde de la ceinture principale.

## Description
(90732) Opdebeeck est un astéroïde de la ceinture principale. Il fut découvert le 8 août 1992 à Caussols par Eric Walter Elst. Il présente une orbite caractérisée par un demi-grand axe de 3,17 UA, une excentricité de 0,22 et une inclinaison de 11,1° par rapport à l'écliptique.